# Saint-Bauld
Saint-Bauld è un comune francese di 209 abitanti situato nel dipartimento dell'Indre e Loira nella regione del Centro-Valle della Loira.

## Società

### Evoluzione demografica
Abitanti censiti